# Antwone Fisher (film)
Pour les articles homonymes, voir Antwone Fisher.
Pour plus de détails, voir Fiche technique et Distribution.
Antwone Fisher est un film américain réalisé par Denzel Washington, tourné en 2001 et sorti en 2002.

## Synopsis
Antwone Quenton « Fish » Fisher est un jeune noir natif de Cleveland, dans l'Ohio, au tempérament violent, qui sert dans la marine américaine. Son père a été tué avant sa naissance et sa mère adolescente, Eva Mae Fisher, a été arrêtée peu de temps après et mise en prison, où elle lui a donné naissance.
Il a ensuite été placé dans un orphelinat jusqu'à ce qu'elle soit libérée et puisse le réclamer. Comme elle ne l'avait pas encore réclamé, Antwone a été placé, à l'âge de deux ans, dans une famille d'accueil dirigée par un couple, M. et Mme Tate. Antwone subit des années de violences physiques et émotionnelles de la part de Mme Tate et est agressé par la nièce adulte de cette dernière, Nadine. Il part finalement de la maison à l'âge de 14 ans. Après avoir vécu seul dans la rue pendant quelques années, il décide de rejoindre la marine américaine pour faire quelque chose de sa vie.
La vie difficile qu'il a eue dans son enfance lui a donné un tempérament violent. Après s'être battu avec un autre marin, Antwone est condamné à être rétrogradé, condamné à une amende et confiné au navire pendant 45 jours. Son commandant lui ordonne également de suivre un traitement psychiatrique. Antwone va rencontrer le Dr Jerome Davenport, qui tente de le faire s'ouvrir. Antwone est d'abord extrêmement résistant, mais finit peu à peu par faire confiance à Davenport et s'ouvre sur les traumatismes de son enfance. Pendant ce temps, Antwone développe des sentiments pour Cheryl, un autre matelot de la Marine. Alors qu'Antwone continue à se disputer, Davenport essaie d'explorer ses sentiments pour Cheryl afin de canaliser les sentiments d'Antwone en quelque chose de positif.
Antwone sort finalement avec Cheryl et établit une relation avec elle. En congé au Mexique, Antwone se bat avec un marin qui insinue qu'il est gay et est jeté en prison. Davenport le rencontre en prison, où Antwone confie les abus sexuels qu'il a subis dans son enfance. Antwone révèle finalement à Cheryl qu'il voit un psychiatre. Lors d'un dîner de Thanksgiving, Davenport conseille à Antwone de retrouver sa vraie famille. Antwone refuse, mais remercie Davenport avant de l'inviter à une cérémonie de remise de diplômes.
Après la cérémonie de remise des diplômes, Davenport dit à Antwone qu'il met fin aux séances et estime qu'Antwone doit progresser par lui-même. Antwone s'effondre, sentant que tout le monde l'a abandonné. Il révèle que son meilleur ami Jesse a été tué lors d'une tentative de vol et qu'il en veut à Jesse de l'avoir laissé derrière lui. Réalisant qu'il doit retrouver ses parents pour tourner la page, Antwone demande à Cheryl de l'accompagner à Cleveland. Après une impasse aux services sociaux, Antwone décide de retourner chez les Tate. Là, il confronte Nadine et Mme Tate à propos de leurs abus.
Mme Tate révèle finalement le nom du père d'Antwone : Edward Elkins. Après avoir consulté plusieurs annuaires téléphoniques, Antwone entre en contact avec sa tante Annette et lui rend visite. Antwone apprend que sa mère vit à proximité et va lui rendre visite. Antwone trouve la paix, lui pardonne et s'en va. Lorsqu'il revient chez les Elkins, il trouve un festin préparé pour lui et retrouve la famille qu'il a perdue. Antwone rend visite à Davenport et le remercie pour tout.
Davenport répond alors que c'est lui qui devrait remercier Antwone. Davenport avoue qu'il n'a pas réussi à faire face à ses propres problèmes, en particulier que lui et sa femme n'ont pas pu avoir d'enfants, et que le fait de soigner Antwone l'a poussé à affronter enfin ses démons. Le film se termine alors que Davenport et Antwone vont manger.

## Fiche technique
Sauf indication contraire, les informations mentionnées dans cette section peuvent être confirmées par les bases de données cinématographiques IMDb et Allociné,  présentes dans la section « Liens externes ».
- Titre : Antwone Fisher
- Réalisation : Denzel Washington
- Scénario : Antwone Fisher (en)
- Musique : Mychael Danna
- Direction artistique : David Lazan
- Décors : Nelson Coates
- Costumes : Sharen Davis
- Photographie : Philippe Rousselot
- Son : Anna Behlmer, James Bolt, William Stein, Donald Sylvester, Bill Talbott
- Montage : Conrad Buff
- Production : Todd Black, Randa Haines et Denzel Washington
  - Production déléguée : Nancy Paloian
  - Production associée : Gina White
  - Coproduction : Antwone Fisher (en) et Chris Smith
- Sociétés de production : Mundy Lane Entertainment, présente par Fox Searchlight Pictures
- Sociétés de distribution : Fox Searchlight Pictures (États-Unis) ; UGC Fox Distribution (France)
- Budget : 12,5 millions USD[1],[2]
- Pays de production :  États-Unis
- Langues originales : anglais, japonais
- Format : couleur (DeLuxe) — 35 mm — 2,35:1 (Panavision) — son Dolby Digital
- Genre : biographie, drame
- Durée : 120 minutes ; 117 minutes (Toronto)
- Dates de sortie[3] :
  - États-Unis : 7 novembre 2002 (AFI Fest) ; 19 décembre 2002 (sortie limitée) ; 10 janvier 2003 (sortie nationale)
  - France : 1er avril 2003 (Festival du Film de Paris) ; 16 avril 2003 (sortie nationale)[4]
- Classification[5] :
  - États-Unis : accord parental recommandé, film déconseillé aux moins de 13 ans (PG-13 - Parents Strongly Cautioned)[N 1]
  - France : tous publics[6]

## Distribution
- Derek Luke (VF : Bruno Henry) : Antwone Quenton « Fish » Fisher
- Malcolm David Kelley : Antwone Fisher à l'âge de 7 ans
- Cory Hodges : Antwone Fisher à l'âge de 14 ans
- Denzel Washington (VF : Jacques Martial) : le docteur Jerome Davenport
- Joy Bryant (VF : Annie Milon) : Cheryl Smolley
- Salli Richardson (VF : Celine Monsarrat) : Berta Davenport
- Leonard Earl Howze : Côtelette de porc
- Kente Scott : Kansas City
- Kevin Connolly : Slim
- Rainoldo Gooding : Grayson
- Novella Nelson (VF : Jacqueline Cohen) : Mme Tate
- Stephen Snedden : Berkley
- Leo Nepomuceno : SP #1
- Sung Kang : le réceptionniste
- Cordell Stokes : Keith à l'âge de 5 ans
- Jascha Washington (VF : Gwenael Sommier) : Jesse, à 8 ans
- Viola Davis : Eva May

## Production

### Tournage
Le tournage a débuté en octobre 2001 et s'est déroulé à Cleveland, Coronado, Glenville, San Diego, San Francisco et sur l'USS Belleau Wood (LHA-3).

### Bande originale
- Laguna Sunrise par Billy Martin.
- Marine Corps Jody chant traditionnel.
- The Humpty Dance par Digital Underground.
- La Vida es un Carnaval par Celia Cruz.
- Jumpi par Sergent Garcia.
- Miss Mary Mack chant traditionnel.
- The World Is Yours par Nas.

## Distinctions

### Récompenses
| Récompenses 2002-2004 du film Antwone Fisher | Récompenses 2002-2004 du film Antwone Fisher       | Récompenses 2002-2004 du film Antwone Fisher    | Récompenses 2002-2004 du film Antwone Fisher                                                   |
| Années                                       | Évènements                                         | Catégories / Récompenses                        | Lauréat(es)                                                                                    |
| -------------------------------------------- | -------------------------------------------------- | ----------------------------------------------- | ---------------------------------------------------------------------------------------------- |
| 2002                                         | National Board of Review                           | Meilleure révélation masculine                  | Derek Luke                                                                                     |
| 2002                                         | Washington DC Area Film Critics Association Awards | Meilleur réalisateur                            | Denzel Washington                                                                              |
| 2003                                         | AFI Awards                                         | Film de l'année                                 | Antwone Fisher                                                                                 |
| 2003                                         | BET Awards                                         | Meilleur acteur                                 | Derek Luke                                                                                     |
| 2003                                         | Black Reel Awards                                  | Meilleur acteur                                 | Derek Luke                                                                                     |
| 2003                                         | Black Reel Awards                                  | Meilleur réalisateur                            | Denzel Washington                                                                              |
| 2003                                         | Black Reel Awards                                  | Meilleur scénario (original ou adapté)          | Antwone Fisher (en)                                                                            |
| 2003                                         | Black Reel Awards                                  | Meilleure révélation - choix du spectateur      | Derek Luke                                                                                     |
| 2003                                         | Black Reel Awards                                  | Meilleur film                                   | Todd Black, Randa Haines, Denzel Washington                                                    |
| 2003                                         | Christopher Awards                                 | Meilleur film                                   | Todd Black, Antwone Fisher (en), Randa Haines, Nancy Paloian, Chris Smith et Denzel Washington |
| 2003                                         | Critics' Choice Movie Awards                       | Prix de la Liberté                              | Denzel Washington                                                                              |
| 2003                                         | Film Independent's Spirit Awards                   | Meilleur acteur                                 | Derek Luke                                                                                     |
| 2003                                         | Humanitas Prizes                                   | Catégorie long métrage                          | Antwone Fisher (en)                                                                            |
| 2003                                         | NAACP Image Awards                                 | Meilleur film                                   | Antwone Fisher                                                                                 |
| 2003                                         | NAACP Image Awards                                 | Meilleur second rôle masculin dans un film      | Denzel Washington                                                                              |
| 2003                                         | Political Film Society                             | Exposé,                                         | Antwone Fisher                                                                                 |
| 2003                                         | PGA Awards                                         | Prix Stanley Kramer                             | Todd Black et Denzel Washington                                                                |
| 2003                                         | Satellite Awards                                   | Révélation de l'année                           | Derek Luke                                                                                     |
| 2004                                         | American Screenwriters Association                 | Prix de la découverte de l'écriture de scénario | Antwone Fisher (en)                                                                            |

### Nominations
| 2002 | Washington DC Area Film Critics Association Awards | Meilleur film                                                         | Antwone Fisher                     |
| 2003 | AARP Movies for Grownups Awards                    | Meilleur film intergénérationnel                                      | Antwone Fisher                     |
| 2003 | BET Awards                                         | Meilleur acteur                                                       | Denzel Washington                  |
| 2003 | Black Reel Awards                                  | Meilleur acteur dans un second rôle                                   | Denzel Washington                  |
| 2003 | Black Reel Awards                                  | Meilleure actrice dans un second rôle                                 | Joy Bryant                         |
| 2003 | Chicago Film Critics Association Awards            | Acteur le plus prometteur                                             | Derek Luke                         |
| 2003 | Film Independent's Spirit Awards                   | Meilleure actrice dans un second rôle                                 | Viola Davis                        |
| 2003 | Gold Derby Awards                                  | Meilleure révélation                                                  | Derek Luke                         |
| 2003 | Motion Picture Sound Editors                       | Meilleur montage sonore dans un long métrage - Dialogues et doublages | Mildred Iatrou et Donald Sylvester |
| 2003 | MTV Movie & TV Awards                              | Meilleure révélation masculine                                        | Derek Luke                         |
| 2003 | Online Film and Television Association             | Meilleure révélation masculine                                        | Derek Luke                         |
| 2003 | Online Film Critics Society Awards                 | Meilleure révélation                                                  | Derek Luke                         |
| 2003 | Phoenix Film Critics Society Awards                | Meilleur réalisateur                                                  | Denzel Washington                  |
| 2003 | Phoenix Film Critics Society Awards                | Meilleur scénario original                                            | Antwone Fisher (en)                |
| 2003 | Phoenix Film Critics Society Awards                | Meilleure révélation                                                  | Derek Luke                         |
| 2003 | Political Film Society                             | Paix,                                                                 | Antwone Fisher                     |
| 2003 | Satellite Awards                                   | Meilleur film dramatique                                              | Antwone Fisher                     |
| 2003 | Satellite Awards                                   | Meilleur réalisateur                                                  | Denzel Washington                  |
| 2003 | Teen Choice Awards                                 | Meilleure révélation masculine de l'année                             | Derek Luke                         |
| 2003 | Writers Guild of America Awards                    | Meilleur scénario original                                            | Antwone Fisher (en)                |
| 2003 | Young Artist Awards                                | Meilleur jeune acteur âgée de dix ans ou moins dans un long métrage   | Malcolm David Kelley               |
| 2003 | Young Artist Awards                                | Meilleur film dramatique                                              | Antwone Fisher                     |

## Éditions en vidéo
En France, le film Antwone Fisher est sorti en DVD le 22 octobre 2003 et en VOD le 1er août 2014.

## Autour du film
- L'acteur De'aundre Bonds s'était vu confier un rôle, mais le jour où il apprit la nouvelle, il organisa une petite fête pour célébrer l'événement, durant laquelle, à la suite d'une altercation, il tua le petit ami de sa tante et fut condamné à 11 ans de réclusion criminelle.